# Ривкін Олександр Михайлович
Олександр Михайлович Ривкін (12 березня 1893, Катеринослав — 17 лютого 1951) — російський альтист та музичний педагог.

## Життєпис
Закінчив Петербурзьку консерваторію (1917) по класу скрипки у Е. Е. Крюгера. В 1919 р. був одним із засновників Квартету імені Глазунова, в якому грав на альті більше двох десятиліть. З 1931 р. викладав у Ленінградській консерваторії, очолював клас струнного квартету.
Заслужений артист РРФСР (1940).